# Base militare di Armavir
La stazione radar di Almavir (in russo: Радиолокационная станция в Армавире) è una base militare situata nei pressi della città di Armavir, nel Territorio di Krasnodar, in Russia. Fa parte del sistema di allerta radar contro gli attacchi missilistici delle forze armate russe. Nella base sono presenti due radar: uno rivolto verso sud-ovest e l'altro verso sud-est. Essi forniscono copertura radar di tutto il Medio Oriente.
La base si trova nell'ex aeroporto di Baronovskij (аэродром Бароновский), 3 km a sud-ovest del villaggio di Glubokij e 12 km a sud-ovest di Armavir.
La base ha iniziato a operare verso la fine del 2006, entrando poi in "modalità sperimentale di combattimento" nel 2008; la piena operatività è stata raggiunta nel 2009.